# In loco parentis
In loco parentis es una locución latina utilizada en Derecho que se podría traducir al castellano como "en lugar de alguno de los progenitores".
Originaria del derecho anglosajón tiene dos significados. El primer se refiere a la toma de algunas responsabilidades legales que corresponden a los padres por una persona u organización. La corte estadounidense aplicó primeramente la doctrina de In loco parentis a las instituciones educativas.
El segundo significado es la doctrina donde se le otorga a un padre no biológico los derechos y responsabilidades legales de un padre biológico.